# スーパー戦隊バトル レンジャークロス
『スーパー戦隊バトル レンジャークロス』（スーパーせんたいバトル レンジャークロス）は、バンダイナムコゲームス（のちバンダイナムコエンターテインメント）・バンダイレーベルから2011年9月8日に発売されたWii専用ソフト。「スーパー戦隊シリーズ」35作目の記念作品である『海賊戦隊ゴーカイジャー』に合わせて制作された同シリーズのゲーム化作品。

## 登場キャラクター

### 『海賊戦隊ゴーカイジャー』の登場キャラクター
宇宙最大のお宝を求め地球にやってきた宇宙海賊。宝探しの邪魔になるデビルジャークと戦うこととなる。
- ゴーカイレッド
- ゴーカイブルー
- ゴーカイイエロー
- ゴーカイグリーン
- ゴーカイピンク

### 『天装戦隊ゴセイジャー』の登場キャラクター
- ゴセイレッド
- ゴセイピンク
- ゴセイブラック
- ゴセイイエロー
- ゴセイブルー
- ゴセイナイト

### 『侍戦隊シンケンジャー』の登場キャラクター
- シンケンレッド
- シンケンブルー
- シンケンピンク
- シンケングリーン
- シンケンイエロー
- シンケンゴールド

### 『炎神戦隊ゴーオンジャー』の登場キャラクター
- ゴーオンレッド
- ゴーオンブルー
- ゴーオンイエロー
- ゴーオングリーン
- ゴーオンブラック
- ゴーオンゴールド
- ゴーオンシルバー

### 『秘密戦隊ゴレンジャー』の登場キャラクター
- アカレンジャー
- アオレンジャー
- キレンジャー
- モモレンジャー
- ミドレンジャー

### デビルジャーク
本作オリジナルのキャラクター。ブラックホールの牢獄に捕えられていた極悪人。
ダイフォボス
デビルジャークのボス。大剣と炎の力を武器とする。4幹部を失った怒りをぶつけるためゴレンジャーを指名し様々な罠や自ら変身した『にせゴレンジャー』でゴレンジャーを苦しめる。
アイガイオン
岩のようなフォルムの怪人で見た目通り鈍重な口調でしゃべる。強力なパワーで攻撃を仕掛けるほか、ダイフォボスの力でかつてのゴセイジャーの宿敵『彗星のブレドラン』や『にせエンジンオー』の姿になることもある。
ジュピタリアン
巨大な刀と雷を使った攻撃を得意とする幹部。お宝探しの途中だったゴーカイジャーと出合い対決する。その際に『にせシンケンジャー』や『にせシンケンオー』にも変身する。
ヴィーセラス
ダイフォボスより求愛を受けた女怪人。『にせゴーオンジャー』に変身し悪さを繰り広げていた際に本物と対峙する。更にダイフォボスの力でこれまでに倒された幹部たちに変身する。
マーキュリア
高飛車な性格の怪人。分身や瞬間移動などトリッキーな攻撃を仕掛ける一方で自らにせシンケンジャーに変身した際はシンケンジャーと同じ人数になるなど正々堂々とした面もある。
カラッカラ
デビルジャークの戦闘員でダイフォボスの体から発せられる火の粉より生まれる。武器は鋭い爪。
ガラッガラ
デビルジャークがひそかに入手していたビービ虫の力でカラッカラが巨大化した姿。
ガイアブレスタイザー
デビルジャーク真の姿。下半身がヘビのようになった巨大な姿ですべての幹部の力を使いこなす。

## 声の出演
- ゴーカイレッド - 小澤亮太
- ゴーカイブルー - 山田裕貴
- ゴーカイイエロー - 市道真央
- ゴーカイグリーン - 清水一希
- ゴーカイピンク - 小池唯
- モバイレーツ音声、ナレーション - 関智一
- ゴセイレッド、ゴーオンブルー - 高橋裕吾
- ゴセイピンク、ゴーオンイエロー - 冨岡美沙子
- ゴセイブラック、ゴーオンゴールド - 角田雄二郎
- ゴセイイエロー - 谷下由佳
- ゴセイブルー - 谷間聖司
- ゴセイナイト - 小西克幸
- テンソウダー音声 - 沢木郁也
- シンケンレッド - 松原大典
- シンケンブルー、ゴーオンブラック - 宮坂俊蔵
- シンケンピンク - 板東愛
- シンケングリーン、マーキュリア - 能澤章宏
- シンケンイエロー、ゴーオンシルバー - 佐々木愛
- シンケンゴールド、ミドレンジャー - 会一太郎
- ゴーオンレッド - 赤羽根健治
- ゴーオングリーン、アイガイオン - 村上京
- アカレンジャー、ダイフォボス - 藤本たかひろ
- アオレンジャー、ジュピタリアン - 松本考平
- キレンジャー、カラッカラ - 森岳志
- モモレンジャー、ヴィーセラス - 泉久実子